# Bubi Scholz
Gustav Wilhelm Hermann „Bubi“ Scholz (* 12. April 1930 in Berlin; † 21. August 2000) war ein deutscher Boxer. In den 1950er und frühen 1960er Jahren war er mehrfach Deutscher Meister und Europameister verschiedener Gewichtsklassen.

## Leben

### Jugend
Die Familie Scholz wohnte in der Choriner Straße 54 in Berlin-Prenzlauer Berg. Sein Vater war Schmied, die Mutter war Hausfrau. Sein erstes Geld verdiente sich der junge Scholz mit Zeitungsaustragen. 1944 begann er eine Mechanikerlehre und ließ sich nach Ende des Zweiten Weltkriegs zunächst zum Koch ausbilden.

### Karriere im Boxsport (1948–1964)
Ab 1947 besuchte Scholz eine Berliner Boxschule und machte bald als Rechtsausleger von sich reden. 1948 gewann er seinen ersten Kampf als Berufsboxer, ohne zuvor jemals als Amateur angetreten zu sein; erst im März 1958 erlitt er in seinem 70. Profikampf seine erste Niederlage (nach Punkten) überhaupt.
1951 wurde Scholz durch einen Punktsieg gegen Titelverteidiger Walter Schneider erstmals Deutscher Meister im Weltergewicht und verteidigte diesen Titel 1952 zweimal erfolgreich gegen Karl Oechsle und Leo Starosch. Im Herbst 1952 legte Scholz seinen Meistertitel im Weltergewicht nieder und trat fortan im Mittelgewicht an. 1955 wurde bei ihm jedoch eine Tuberkuloseerkrankung diagnostiziert, die ihn zu einer anderthalbjährigen Auszeit zwang.
Nach erfolgreicher Ausheilung seiner Krankheit gewann er im Juni 1957 durch einen K.-o.-Sieg gegen Titelverteidiger Peter Müller erstmals die Deutsche Meisterschaft im Mittelgewicht, die er im Mai 1958 gegen Max Resch mit einem erneuten K.-o.-Sieg verteidigte. Im Oktober 1958 besiegte er Titelverteidiger Charles Humez durch Technischen K. o. in der 12. Runde und errang damit auch die Europameisterschaft im Mittelgewicht. Beide Titel verteidigte er erfolgreich gegen Hans-Werner Wohlers (durch Punktsieg im Juli 1959) und gegen Peter Müller (durch Technischen K. o. in der ersten Runde im November 1959). Seinen Europameistertitel verteidigte er im Dezember 1959 nochmals erfolgreich gegen Andre Drille. Im selben Jahr veröffentlichte er das Buch Ring frei mit Erinnerungen an die Anfänge seiner Karriere.
1961 legte Scholz seine beiden Mittelgewichts-Titel nieder und wechselte ins Halbschwergewicht. In dieser Klasse verlor er im Juni 1962 den Kampf gegen Harold Johnson um die Weltmeisterschaft, konnte jedoch am 4. April 1964 in der Dortmunder Westfalenhalle durch einen (umstrittenen) Disqualifikationssieg gegen Titelverteidiger Giulio Rinaldi die Europameisterschaft im Halbschwergewicht erringen. Zuvor war Scholz in der 8. Runde ausgezählt, Minuten später durch den spanischen Ringrichter Sanchez Vilar zum Sieger ausgerufen worden. Danach beendete Scholz seine Boxerkarriere.
Scholz bestritt zwischen 1948 und 1964 insgesamt 96 Kämpfe, von denen er 88 gewann, davon 46 durch K. o.; nur zwei Mal verlor er (jeweils nach Punkten). Seine Erfolgsserie als Boxer verschaffte ihm insbesondere in den 1950er und 1960er Jahren in Deutschland große Popularität, wo er neben Max Schmeling als prominentester Box-Star galt.
Seine Erfolge im Boxen brachten Scholz auch eine kurzlebige Karriere in der Unterhaltungsindustrie. So war er 1960 als „Boxer Breitenbach“ in der Fernsehproduktion Der Meisterboxer des Kölner Millowitsch-Theaters neben Willy Millowitsch zu sehen; im selben Jahr spielte er die Rolle des „Ralf Moebius“ in Paul Martins Musikkomödie Marina. In dem Musikfilm Schlagerparade 1961 von Franz Marischka war er 1961 als „Rolf Hegener“ erneut auf der Leinwand zu sehen. 1959 und 1962 brachte Scholz mit dem Orchester Werner Müller und der Vokalgruppe Die 3 Travellers bei Telefunken und Metronome zudem insgesamt drei Musiksingles heraus.

### Nach dem Rücktritt (1965–1984)
Nach dem Ende seiner Karriere als Profiboxer betrieb Scholz in Berlin die Werbeagentur „Zühlke und Scholz“ und versuchte, an seine Popularität als Sportler anzuknüpfen. 1971 war er in einer Nebenrolle als Polizist in Thomas Engels Fernsehspiel Glückspilze zu sehen; 1977 hatte er in der 20. Folge der Fernsehkomödienreihe Klimbim einen Gastauftritt als Boxtrainer. 1980 veröffentlichte er unter dem Titel Der Weg aus dem Nichts eine umfassende Autobiografie in Buchform; doch machte er in diesen Jahren zunehmend durch Alkoholexzesse von sich reden.

### Verurteilung wegen fahrlässiger Tötung und letzte Jahre (1984–2000)
Am Abend des 22. Juli 1984 erschoss Scholz in der gemeinsamen Berliner Villa im Rausch seine 49-jährige Frau Helga, die er 1955 geheiratet hatte, und wurde am folgenden Tag festgenommen. Ende Juli 1984 versuchte Scholz, sich in der Zelle im Untersuchungsgefängnis in Berlin-Moabit selbst zu töten, indem er sich die Pulsadern aufschnitt. Er erlitt dabei leichte Verletzungen. Am 1. Februar 1985 wurde er nach einem aufsehenerregenden Prozess wegen fahrlässiger Tötung zu einer Freiheitsstrafe von drei Jahren verurteilt, nachdem ihm das Gericht keinen Tötungsvorsatz hatte nachweisen können. Der Fall wurde im Jahr 2012 Gegenstand einer Folge der Dokumentarfilmreihe Die großen Kriminalfälle.

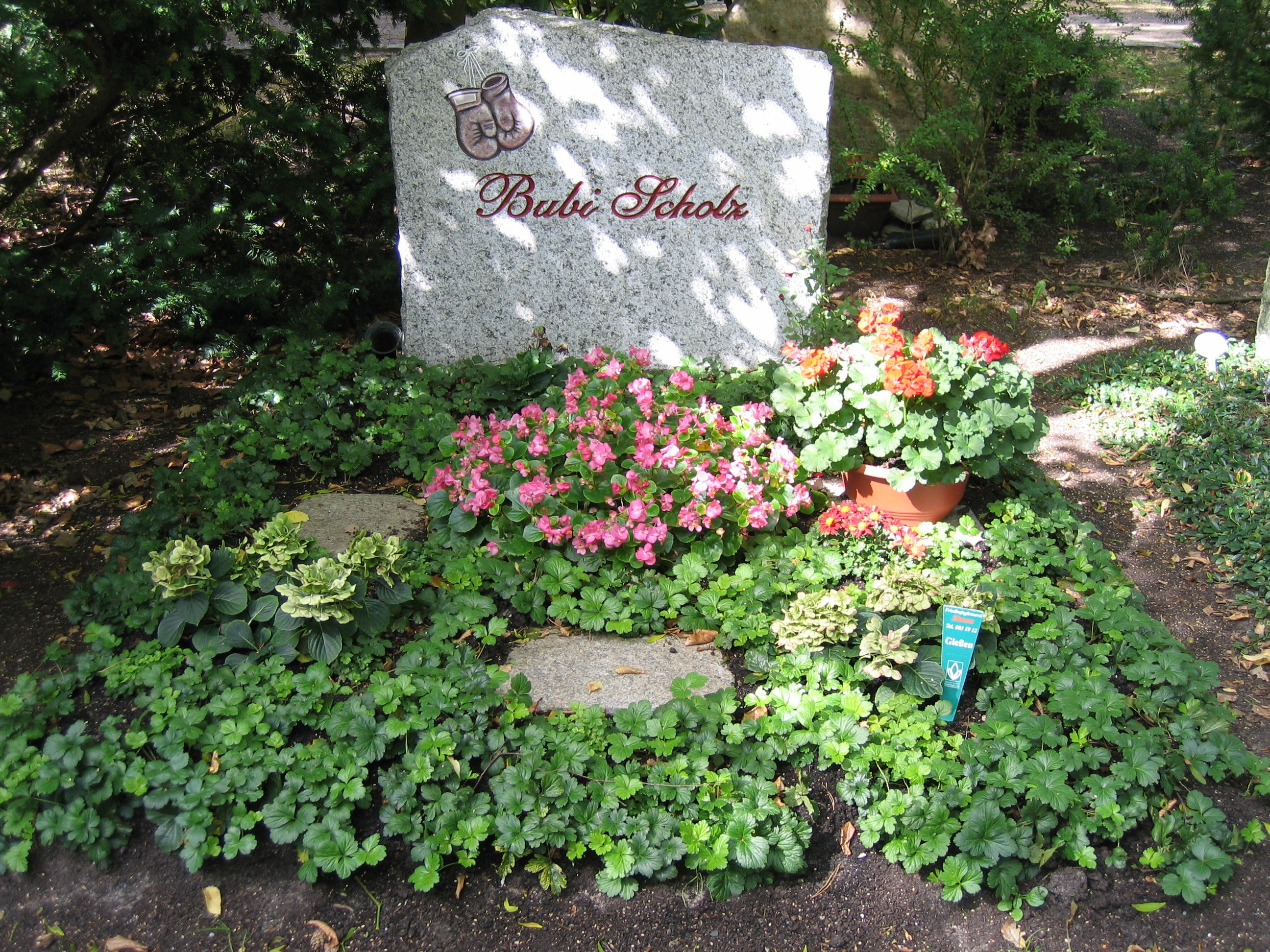
Scholz’ Grab auf dem Waldfriedhof Zehlendorf vor der Umbettung

Am 28. August 1987 wurde er aus der Haft entlassen, litt jedoch seither an Depression und war alkoholkrank. Im Dezember 1989 schnitt sich Scholz in seinem Haus die Pulsadern auf. Die Mutter seiner Lebensgefährtin Sabine Arndt rief nach einem Telefonat mit Scholz den Rettungsdienst. Scholz wurde besinnungslos aufgefunden, es bestand Lebensgefahr. 1993 wirkte er neben Ingrid van Bergen, die 1977 im Affekt ihren Geliebten erschossen hatte, in dem Dokumentarfilm Mord aus Liebe von Georg Stefan Troller mit.
Ab Oktober 1993 war Scholz in zweiter Ehe mit Sabine Arndt verheiratet. 1997/98 erlitt er mehrere Schlaganfälle; in der Folge wurde bei ihm fortschreitende Altersdemenz diagnostiziert. Nach seinem Tod am 21. August 2000 wurde er zunächst auf dem Waldfriedhof Zehlendorf in Berlin beigesetzt. Auf Veranlassung seiner Witwe, die 2004 den Schauspieler Klausjürgen Wussow († 2007) geheiratet hatte, wurde Scholz’ Leichnam im August 2008 auf den Berliner Friedhof Heerstraße umgebettet.

### Die Bubi-Scholz-Story
1997/98, also noch zu seinen Lebzeiten, wurde Scholz’ Leben unter der Regie von Roland Suso Richter nach einem Drehbuch von Uwe Timm unter dem Titel Die Bubi-Scholz-Story für das Fernsehen verfilmt, mit Benno Fürmann in der Rolle des jungen und Götz George in der Rolle des alten Scholz. Scholz selbst konnte wegen seines schlechten Gesundheitszustandes an der Premiere des Films im Mai 1998 nicht mehr teilnehmen.

## Werke

### Autobiografie
- Ring frei. Der Weg eines Boxers. Aufgezeichnet von Harvey T. Rowe. Copress-Verlag, München 1959.
- Der Weg aus dem Nichts. Krüger, Frankfurt am Main 1980, ISBN 3-8105-1802-6.
  - (Neuauflage unter dem Titel:) Der Weg aus dem Nichts: Die Autobiographie. Fischer Taschenbuch-Verlag, Frankfurt am Main 1998, ISBN 3-596-14291-1.

### Filmografie
- 1960: Der Meisterboxer (TV)
- 1960: Marina
- 1961: Schlagerparade 1961
- 1971: Glückspilze (TV)
- 1989: Chicago 6 × 6 (Kurzfilm)
- 1993: Mord aus Liebe (Dokumentarfilm)

### Diskografie
Singles
- 1959: Sie hat nur Blue Jeans / Der starke Joe aus Mexiko (Telefunken U 55176)
- 1959: Susi, Du bist einfach prima / Zähl' die Girls (Telefunken U 55194)
- 1962: Die Rita vom Sportverein / Du bist mein Talisman (Metronome M 309)
- 1962: Boys, das war eine Nacht! / Mister O.K. (Erstveröffentlichung 1998)

CD-Sampler
- 2000: Sie hat nur Blue Jeans (Bear Family Records BCD 16278) (enthält alle Singles und Ausschnitte der Live-Reportage seines Europameisterschaftskampfes vom Oktober 1958)

## Dokumentationen
- 1993: Mord aus Liebe. Dokumentarfilm von Georg Stefan Troller, 85 Min.
- 2012: Die großen Kriminalfälle, Folge 41: Der dramatische Abstieg des Bubi Scholz. Dokumentarfilm von Rüdiger Liedtke, 45 Min., Erstausstrahlung ARD 2. Juli 2012.